# Dompo (Volk)
Die Dompo (auch Dumpo oder Ndmpo) sind ein Volk in Ghana, das mit den Völkern der Nördlichen Guang-Gruppe verwandt ist. Die Dompo haben ihr Siedlungsgebiet in der Bono Region in Dompofie, einem Stadtteil von Banda.
Sie sprechen als Muttersprache das Dompo.